# 1355
1355. је била проста година.

## Рођења

### Јануар
- око 1355. - Мирча I Старији, један од најважнијих владара Влашке. (†1418)

## Смрти

### Јануар
- 20. децембра умро Цар Душан Силни